# Bluegrassbanjo
De bluegrassbanjo of 5-snarige banjo is een banjo met een opmerkelijke constructie en stemming. De 5e snaar is verkort en begint bij de 5e fret waarbij de stemknop op de hals gemonteerd is. De bluegrassbanjo wordt, zoals de naam al aangeeft, met name gebruikt in bluegrassmuziek.
De 5-snarige banjo wordt bij bluegrassmuziek bespeeld in de drievingerstijl die is geperfectioneerd door Earl Scruggs. Dit gebeurt met behulp van drie 'fingerpicks': een soort op de duim en vingers te klemmen plastic of stalen kunstnagels. De drievingerstijl bestond al voor Scruggs maar hij heeft de stijl zodanig geordend dat er een zeer krachtige, ongekende integratie van melodie- en begeleidingsnoten ontstond.
Het ultieme instrument voor de bluegrassbanjoïst (zoals dat voor klassieke violisten vaak een Stradivarius zal zijn) is een Gibson Mastertone flathead, gebouwd tussen 1933 en 1940 (zie afbeelding hiernaast).
Er bestaan vele verschillende stemschema's voor de vijfsnarige banjo. De meest gebruikelijke voor bluegrass is de open G stemming.
| dropped C                | g  | C | G  | B | d |
| open G                   | g  | D | G  | B | d |
| double C                 | g  | C | G  | C | d |
| modal G (mountain minor) | g  | D | G  | C | d |
| open D (Scruggs/Reuben)  | f# | D | F# | A | d |
| open D                   | a  | D | F# | A | d |
Deze stemmingen worden vaak omhoog getransponeerd door gebruik te maken van een capo.
De vijfde snaar heeft dezelfde dikte als de eerste, maar is vijf frets korter wat overeenkomt met 3/4 van de lengte. Dit levert een probleem op als gebruik wordt gemaakt van een capo.
Om de relatie tussen de noten op de eerste en vijfde snaar niet te verstoren moet de effectieve lengte van laatste een gelijk aantal frets verkort worden als dit bij de eerste vier gebeurt door de capo.
Hiertoe wordt meestal gebruikgemaakt van een van beide volgende methoden.
- Tegen de zijkant van de hals wordt een metalen strip geschroefd, waarover een metalen blokje kan schuiven, dat met een instelbaar armpje als instelbaar capo fungeert voor de vijfde snaar.
- Eleganter zijn kleine haakjes, gemaakt uit 'minature railway spikes', waaronder de vijfde snaar kan worden gehaakt zodat deze tegen de eerstvolgende, hogere, fret wordt getrokken.